# Натуральные лады
Натура́льные лады́ (от лат. natura «природа, естество») в советском учении о гармонии — диатонические лады (ладовые звукоряды), присущие традиционной и народной музыке. Термин был введён в 1937 г. Ю. Н. Тюлиным, который предложил заменить «церковные» лады «натуральными» на том основании, что «средневековая музыка лишь использовала опыт народного творчества и традиции греческих обозначений», поэтому такие лады вовсе не «церковные», а «естественные». Тюлин также считал, что «все натуральные лады основаны на мажоре и миноре», а их специфические (тысячелетней давности) структуры рассматривал как производные от мажорного или минорного звукорядов. В западном музыкознании концепции «натуральных ладов» нет (звукоряды обычно описываются в рамках концепции церковных ладов).

## Краткая характеристика
Наиболее распространено отнесение термина «натуральные лады» к семи октавным диатоническим звукорядам, причём по традиции, идущей от европейской музыкальной науки XVI—XIX веков (в которой не было никаких «натуральных ладов»), им присваиваются этнонимы и топонимы древнегреческих видов октавы (также «тонов»). В именовании ладовых звукорядов народных песен «ионийскими», «лидийскими» и т. п. не содержится намёков на какой-либо «античный генезис» этих песен; привязка греческих этнонимов, например, к русской народной песне (как, впрочем, и любой другой локальной традиции) — условность, принятая в музыкальной науке:

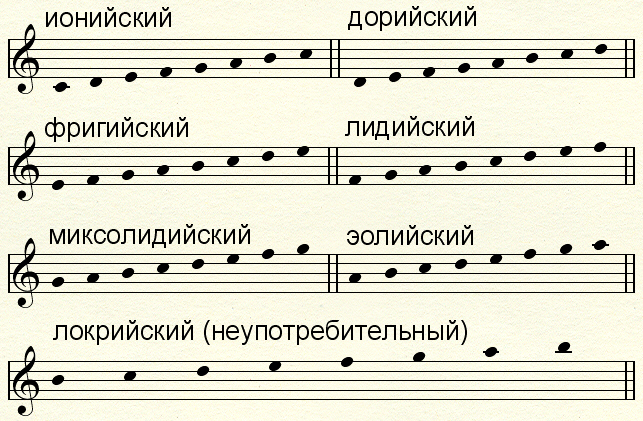

Эти и другие (например, лидомиксолидийский, распространённый в народной музыке Польши и Молдавии) натуральные лады — центральный элемент модальных систем на большом историческом и географическом пространстве, от античности до современности и от Японии до Испании. Модальные тоны натуральных ладов (например, фригийская секунда, дорийская секста и т. д.) широко использовались как модализмы в тональной академической музыке начиная с XIX века, особенно композиторами-романтиками, в XX веке также джазовыми и поп-музыкантами.
Звукоряды натуральных ладов не следует путать с натуральным звукорядом.

## Исторический очерк
Термин «натуральные лады» использовал ещё Н. А. Римский-Корсаков в своём учебнике гармонии (1886). Однако этот термин там означает совсем другое, а именно натуральные мажор и минор, которым автор противопоставляет «искусственные лады» (оригинальный термин), а именно гармонический мажор и гармонический минор. Церковные лады в учебнике Римского-Корсакова вовсе не упоминаются.
В советском преподавании гармонии концепция натуральных ладов увязывалась с противопоставлением «естественной» (народной) и «профессиональной» гармонии. С 1950-х гг. в советских учебниках элементарной теории музыки (Способина, Вахромеева, Фридкина) описываемые лады стандартно именуются «ладами народной музыки» и (ложно) объясняются как производные от мажора / минора. В действительности традиционная и богослужебная музыка (например, индийская рага, арабский макам, знаменный распев православных, григорианское пение католиков), по отношению к которым применяется понятие «натуральных» ладов — настоящие профессиональные традиции и, наоборот, гармония народной музыки (например, еврейских клезмеров или русских частушек) последних двух столетий во многом обязана «искусственной» европейской тональности.